# Lars Demian
Lars Anders Mikael Demian Bengtsson, mer känd som Lars Demian, född 9 april 1957 i Halmstad, är en svensk trubadur. Lars Demian skrev vinjettmusiken till Ika Nords barnprogram Ika i rutan och Ikas TV-kalas i slutet av 1980-talet varpå han skivdebuterade med albumet Pank 1990. Genom en fortsatt solokarriär har han gett ut ett tiotal album. Demians musik karaktäriseras av dråpliga, absurdistiska visor om livet och samhället. Han har flera gånger jämförts med den amerikanske singer-songwritern Tom Waits.

## Biografi

### Bakgrund och tidig karriär
Lars Demian föddes den 9 april 1957 i Halmstad. I tidig ålder började han spela piano för kantorn i Söndrums församling och som tonåring spelade han farfisaorgel i lokala rockband. Så småningom flyttade han till Helsingborg där han lärde sig spela gitarr. Under namnet Demian D släppte han i början av 1980-talet sin första singel, synthpoplåten "Tårar", på skivbolaget Stranded Rekords. Några år efter anslöt han sig till kabarégruppen Something Else, där han träffade Ika Nord och Peter Ström. Demian komponerade 1988 vinjettmusiken till Nords barnprogram Ika i rutan samt uppföljaren Ikas TV-kalas från 1990.

### 1990-talet
1990 släppte Demian sitt debutalbum Pank på Alpha Records. Albumet innehåller en av hans mest kända låtar "Alkohol" vilken belyser tragiken i en alltför omfattande alkoholkonsumtion ur ett självupplevt perspektiv och på ett icke-moraliserande sätt. Musiken betraktades som mycket originell även om texterna var mindre nyskapande. Året därpå kom uppföljaren, Lycka till..., som belönades med en Grammis för "Årets folk". Samma år tilldelades han Fred Åkerström-stipendiet.
Det tredje albumet, Favoriter i dur & moll från 1992, är ett coveralbum där Demian framför sina tolkningar av bland andra Hoola Bandoola Band, Ulf Lundell, Kjell Höglund, Imperiet och Ted Gärdestad. Detta var hans första album på Sverigetopplistan, där det låg 42:a under en vecka i april 1992. Demian samarbetade 1994 med producenten Max Lorentz på albumet Man får vara glad att man inte är död. Albumet, som tog sig in som 22:a på den svenska albumlistan, gästas av bland andra Regina Lund och Kalle Moraeus. 1997 släpptes det femte albumet, Elvis & Jesus & Jag.
1999 turnerade Lars Demian ensam med en slags kombinerad föreställning som bestod av lika delar kabaré och greatest hits. Första halvan av föreställningen var Lars Demians sista frestelse framförd i sin helhet. Efter en paus bestod andra halvan av dessa spelningar av att publiken fick sina önskelåtar spelade. Denna skiva släpptes heller aldrig i butik utan såldes exklusivt på dessa spelningar. Omslaget är dessutom i serietidningsformat.

### 2000-talet
På Sjung hej allihopa från 2002 väckte låten "Konungens skål" viss uppmärksamhet, där Demian fiktivt berättar om att han träffat kungen på en solsemester och där kungen i fyllan beklagat sig över hur tråkig drottningen var, samt att han lovat Demian att bli hertig av Halland. Albumet uppnådde som högst plats 14 på den svenska albumlistan. I slutet av 2003 gav man ut samlingsalbumet Ännu mera jag - Lars Demians bästa, bestående av 16 utvalda låtar från tidigare album.
I augusti 2007 kom albumet Välkommen hit som i vanlig ordning innehöll samhällssatirer. Trots en elfteplacering på svenska albumlistan och en Grammisnominering 2008 för "Årets Folkmusik/Visa", fick albumet ett övervägande negativt mottagande av den svenska pressen, bland annat för att musiken ansågs vara förutsägbar, ovarierad och oinspirerad. Försommaren 2009 var Demian med och bildade gruppen Branschen. EP:n Att inte vara Pär Gezzle släpptes den 9 september 2009, bestående av sex covers. Bland annat de av Per Gessle skrivna "Här kommer alla känslorna (på en och samma gång)" och  "Listen to Your Heart". Sambandet mellan Demian och Gessle är att de båda kommer från Halmstad och dessutom är i ungefär samma ålder.

### 2010-talet
Den 24 oktober 2012 släpptes det åttonde studioalbumet Svenne tills du dör, producerad ihop med hans följeslagare på scen sedan flera år, David Tallroth. Albumet möttes av blandad kritik från den svenska pressen och nådde som högst plats 15 på den svenska albumlistan. I en intervju med Södermalmsnytt den 15 februari 2014 sa Demian att han för tillfället inte hade några planer på att ge ut fler skivor.

## Privatliv
Demian har tidigare varit gift med Melinda Kinnaman och med Ika Nord.
Demian är gift med programledaren och skådespelaren Philomène Grandin och är därigenom svärson till Izzy Young. De har två barn och bor på Södermalm i Stockholm. Dottern Paloma medverkade i SVT:s julkalender 2021, En hederlig jul med Knyckertz.

## Priser och utmärkelser
- 1991 – Fred Åkerström-stipendiet[8]
- 1991 – Grammis för albumet Lycka till... i kategorin "Årets folk"[7]
- 2007 – Utsedd till "Årets kurdvän" i Sverige[17]
- 2008 – Nominerad till en Grammis för albumet Välkommen hit i kategorin "Årets folkmusik/visa"[9]
- 2013 – Svenska vispriset.[18]

## Diskografi

### Studioalbum
| 1990                                            | Pank - Släppt: 1990 - Skivbolag: Alpha - Format: Vinyl, CD                                            | –  |
| 1991                                            | Lycka till... - Släppt: Maj 1991 - Skivbolag: Alpha - Format: Vinyl, CD                               | –  |
| 1992                                            | Favoriter i dur & moll - Släppt: Våren 1992 - Skivbolag: Alpha - Format: Vinyl, CD                    | 42 |
| 1994                                            | Man får vara glad att man inte är död - Släppt: Våren 1994 - Skivbolag: Alpha - Format: CD            | 22 |
| 1997                                            | Elvis & Jesus & Jag - Släppt: Våren 1997 - Skivbolag: Anderson - Format: CD                           | 41 |
| 2002                                            | Sjung hej allihopa - Släppt: Januari 2002 - Skivbolag: Erototon - Format: CD                          | 14 |
| 2007                                            | Välkommen hit - Släppt: 22 augusti 2007 - Skivbolag: Erototon - Format: CD                            | 11 |
| 2012                                            | Svenne tills du dör - Släppt: 24 oktober 2012 - Skivbolag: Erototon - Format: CD, digital nedladdning | 15 |
| "–" betecknar album som inte gick in på listan. | |    |

### Samlingsalbum
| År   | Albumdetaljer |
| ---- | --- |
| 2003 | Ännu mera jag - Lars Demians bästa - Släppt: September 2003 - Skivbolag: Alpha (Sony BMG) - Format: CD                                                                                      |
| 2011 | Original Album Classics - Släppt: 24 januari 2011 - Skivbolag: Sony Music - Format: CDx3 - Samlingsbox innehållande Pank, Favoriter i dur & moll och Man får vara glad att man inte är död. |

### Andra album
| År   | Albumdetaljer                                                             |
| ---- | ------------------------------------------------------------------------- |
| 1999 | Lars Demians sista frestelse Såldes endast under Lars Demians turné 1999. |

### EP
| År   | Albumdetaljer                                                                                       |
| ---- | --------------------------------------------------------------------------------------------------- |
| 2009 | Att inte vara Pär Gezzle - Släppt: 9 september 2009 - Skivbolag: Demian (självutgivet) - Format: CD |